# Nokia 7110
Nokia 7110 – telefon komórkowy firmy Nokia, jeden z pierwszych telefonów obsługujących WAP. Posiada także obsługę podczerwieni oraz SMS. Pamięć książki telefonicznej pozwala pomieścić 1000 kontaktów. 

## Funkcje dodatkowe
- Słownik T9
- Kalendarz
- Zegarek
- Organizer
- Przelicznik walut
- Kalkulator